# Гвальфіордарсвейт
Хвалфіордарсвейт (ісл. Hvalfjarðarsveit) — муніципалітет у Ісландії, в регіоні Вестурланд. Місцевий виборчий округ — Північно-західний.

## Географія

### Клімат
Для муніципалітету характерний субполярний морський клімат.

## Населення
У 2010 році в муніципалітеті мешкало 624 особи. У 2000 році — 547 осіб. За 10 років приріст населення становив +14,08 %.